# Colombaro (Corte Franca)
Colombaro (Culumbér in dialetto bresciano) è una delle frazioni che compongono il comune italiano di Corte Franca.
Costituì un comune autonomo fino al 1928, quando venne unito ai comuni di Borgonato, Nigoline e Timoline, a formare il comune sparso di Corte Franca.

## Geografia fisica
Colombaro è la frazione di Corte Franca più vicina al Monte Alto. Le pendici del monte sono solcate da quattro piccole valli, percorse da torrenti. Da sud a nord si trovano la Valle di San Michele, la Valle del Forno, la valle di Boccanigo (o Boccaglio) e la Valle di Santa Maria. Le acque delle prime due valli (San Michele e del Forno) si raccolgono nella zona delle Pissine (più o meno nella zona a sud di Via S.Afra e a est della strada per Nigoline), mentre anticamente alimentavano un fiume che scorreva al posto dell'attuale via S.Afra. Le altre due valli (Boccanigo e Santa Maria) si scaricano nelle polle, in zona Formaci. Tutti i torrenti oggi sono stati intubati, con i relativi rischi nel caso di piogge abbondanti.

## Storia
In un documento del 1158 si cita un Monasterolo (piccolo monastero) situo in un località denominata "Columbarii" (più avanti nel testo "Columbario" ) il quale era alle dipendenze del monastero di San Pietro in Monte Ursino di Serle, il quale ne godeva di proprietà e diritti (la proprietà passò probabilmente poi al monastero di Leno). Si presuppone che questo citato Monasterolo sia un edificio ecclesiastico ubicato in località Zenighe in tale periodo storico. Nel documento la località è citata insieme ad altri paesi della zona (Timoline e Clusane). Alcuni storici sono incerti riguardo alla correttezza di questo riferimento, in quanto, in un altro documento del 22 ottobre 1175 (proveniente dalla medesima fonte), si riporta una lite del monastero di Serle con quelli di Colombaro, riferendosi però ad una località presso Marguzzo frazione di Nuvolento. L'antica chiesa di Santa Maria del Monasterolo o di Zenighe apparteneva comunque già alla pieve di Iseo intorno al VIII o IX secolo.
I primi riferimenti certi al paese di Colombaro si rintracciano nei documenti della mensa vescovile. In due atti, uno del 1274 (registro N°2 f. 28. r.) l'altro del 1295 (registro N° 3 a f. 48 v.) si dice "Ecclesia de Columbario XX soldos imperiales pro decima novalium de Cluzanis", vale a dire che il paese e la sua Chiesa dovevano pagare 20 soldi imperiali per la decima delle terre bonificate di Clusane. 
L'origine del toponimo è ignota. Molto probabilmente deriva dalla presenza in queste zone di una (o più) torre colombaia, alcuni autori sospettano l'edificio situo in Loc. Cashulìne. Si segnala, comunque, che il termine Columbarium in Latino si riferisce anche (data la similitudine delle nicchie presenti nelle murature) alla costruzione funebre dedita al deposito delle ceneri e più tardo dei corpi dei defunti, il Colombario.
Nel 1366 la chiesa di Colombaro viene tassata da Bernabò Visconti per 1 lira e 12 soldi.Tracce successive della località le si riscontrano nei benefici delle varie giurisdizioni ecclesiastiche che sono succedute nella zona, riferendosi alla "parochialem S. Marie de Columbario". Nel 1400 ecclesiasticamente il paese era soggetto a Iseo. Tra il XVII e il XVII secolo la parrocchia di Colombaro apparteneva alla vicaria di Adro. Divenne vicaria autonoma con le parrocchie di Clusane, Nigoline e Timoline al inizio del XIX secolo, per poi essere incorporata nuovamente in quella di Iseo.
Il catasto Napoleonico mostra il paese diviso in due parti: il cortivo del castello era l'unico nucleo compatto, mentre il resto del paese presentava un'urbanizzazione solo lungo le vie.

### Castello (Curtif)
Dell'insieme di case che formavano il piccolo “castrum” (castello) rimangono ancora oggi alcuni inequivocabili segni della sua esistenza (muri a vista di medolo squadrato, finestre con strombatura, una casa con base circolare e un'altra di forma trapezoidale, la torre che si trova sul lato nord della valletta...)
Non è stato possibile sapere con precisione a quando risalga l'edificazione del castello, ma di certo si sa che: 
- nel 1609, nel suo “catastico”, Giovanni Da Lezze scrive di un « [...] castello in monte circondato da mure, senza fosse, dirocato et hinabitabile», non è certo se si riferisse al Curtif, alla Rocca in loc. San Michele o al castello di Nigoline;
- buona parte dei fabbricati situati intorno alla “piazzetta col pozzo” (che è un po' il cuore di questo abitato) sono databili intorno al '300-'400;
- le mappe napoleoniche (1810 circa) denominano Cortivo l'area compresa tra Via Castello, Via Nazario Sauro, Vicolo del Corbello, strada vicinale della Santella e la Valle del Troso. Un Cortivo (Curtif in dialetto bresciano) è una zona chiusa fortificata che comprendeva una torre, un edificio fortificato e edifici agricoli (stalle, granai, …)

Il castello non aveva una vera e propria cinta fortificata, ma era un insieme di vari cortivi chiusi delimitati da un torrente a nord (che scorreva al posto dell'attuale via Castello, è lo stesso che continuava nell'attuale via S.Afra) e allineati a sud. All'incrocio della strada per Nigoline (l'attuale via Nazario Sauro) con via Castello è ancora visibile una feritoia archibugiera, alta e strettissima, tranne in un punto che serviva per far passare l'archibugio.
Le stradine secondarie interne, con andamento prevalente nord-sud sono strettissime e conservano tracce dei portali in pietra che le chiudevano.
La parte alta del castello è stata stravolta da interventi recenti. Nella piazzetta c'era un pozzo usato per attingere acqua, che negli anni '20 o '30 del XX secolo ha causato un'epidemia di febbre tifoide con alcuni morti. Per scongiurare altri futuri problemi, il pozzo è stato chiuso e al suo posto è stata costruita una santella dedicata a S.Anna per proteggersi dalle malattie.
Il lato nord della piazzetta è occupato da un edificio massiccio, originariamente senza aperture (quelle attuali sono posteriori), con intonaci del '300. Faceva parte di un antico cortivo. La torre originariamente era più alta di quanto non lo sia oggi: lo si deduce perché l'attuale falda del tetto taglia a metà un'antica feritoia ormai chiusa).
La parte bassa del castello (con edifici del '300) si sviluppa intorno a Palazzo Barboglio.

### La Torre e la Rocca
I resti del basamento della torre sono poco più in alto della chiesa di San Michele, completamente sommersi dalla vegetazione. Nella Valle del forno sottostante si trova un troncone della torre, scivolato a valle al momento del crollo, lungo circa 7 metri, con muri spessi circa 270 centimetri. Esso è adagiato in posizione orizzontale. La torre è stata demolita nel 1457 probabilmente quando Venezia ordina la distruzione di tutte le torri presenti sul territorio per evitare che potessero essere usate da banditi.Per abbattere le torri, si scavava sotto un angolo o si toglievano le pietre del basamento, mentre la torre era retta da una serie di puntelli di legno. Quando il lavoro era completato, si dava fuoco ai puntelli e la torre crollava.
Alcuni storici sospettano che nei pressi della torre (probabilmente sopra il versante nord-ovest della valle del forno) fosse ubicata una rocca. Infatti in un documento del 1266, Dalfino de Uguzzonibus di Iseo racconta avvenimenti successi nel 1240, quando aveva grandi possedimenti a Colombaro. A Adro si erano asserragliati i Malesardi (ghibellini) che facevano scorrerie a danno dei guelfi dei paesi limitrofi, tra cui Colombaro. La popolazione fu costretta a rifugiarsi nella rocca. Dalfino è costretto alla fuga e all'esilio in Val Camonica. Quando Brescia diventa guelfa, Dalfino si fa aventi per chiedere la restituzione delle sue proprietà. Non è dato di sapere se la richiesta sia stata accolta. Non è nemmeno certa l'identificazione e l'ubicazione certa di questa rocca, se fosse nei pressi della torre o in tutt'altra zona. Essa potrebbe essere il castello diroccato sul monte citato da Da Lezze nel suo "catastico". 
Il documento riportante la storia di Dalfino è importante per un altro motivo: si tratta del documento più antico che riporta il nome Franza Curta. Fino al suo ritrovamento, la citazione più antica era quella degli Statuti del Comune di Brescia del 1277.

## Monumenti e luoghi d'interesse

### Architetture religiose
Colombaro storicamente ha avuto sette chiese (a cui oggi si aggiunge la moderna chiesa di S.Rita), la maggior parte delle quali allineate sull'antico percorso Clusane - Zuccone - Zenighe - Colombaro - Nigoline - S.Eufemia - Valle di Favento - Adro. Si tratta di un percorso non documentato negli scritti conosciuti, ma ricostruito proprio in base agli edifici e ai ritrovamenti.

#### Chiesa di San Faustino
Chiesa dedicata a San Faustino (San Faüstì in bresciano), sorgeva più o meno dove oggi c'è il parcheggio del cimitero, leggermente ad est dell'attuale cimitero e ad ovest dell'Acquasplash. Si ipotizza una probabile proprietà dell'omonimo monastero di Brescia. Nel 1672 era in pessime condizioni e viene data l'autorizzazione a demolire il coro mentre a fine '600 scompare definitivamente. Al suo posto è stata costruita una santella, a sua volta demolita probabilmente quando è stato costruito l'attuale cimitero.
Di questa chiesa rimane traccia solo nel nome el San Faüstì (corrispondente al S. Faustino delle mappe napoleoniche) che i contadini usano per indicare il campo che si trovava a cavallo di quel tratto dell'odierna via Carlo Alberto Dalla Chiesa che porta all'ingresso degli impianti sportivi, una volta detta “Viali”.
Non si sa che funzione avesse una chiesa in un posto così, ma sicuramente non quella di cimitero perché fino all'arrivo di Napoleone il Campo Santo era adiacente alla vecchia chiesa parrocchiale di Santa Maria in Zenighe.

#### Chiesa di San Rocco
Si trova nella parte alta di via S.Afra, proprio di fronte (lato sud) della stessa chiesa di S.Afra, con cui non deve essere confusa. Intorno al 1990 era in stato di abbandono, usata come autorimessa e cantina, ma aveva ancora al suo interno l'arco traverso. Alla fine del decennio è stata completamente ristrutturata e trasformata in appartamenti, pertanto oggi è individuabile solo da un osservatore attento.
È citata nei documenti delle visite pastorali, redatte più o meno dall'inizio del '500 in poi (soprattutto dopo il Concilio di Trento di metà ‘500), quando ai Vescovi viene dato l'incarico di visitare regolarmente tutte le chiese in funzione della propria diocesi. Sorgeva accanto al fiume che scorreva al posto dell'attuale via S.Afra, nella zona dove il cambio di pendenza tra il monte e la pianura favoriva i depositi di detriti portati a valle dai torrenti. Nel corso dei secoli il terreno si è alzato di circa 3 metri: la cima di un arco a sesto acuto che sporge di pochi centimetri dall'attuale marciapiedi è la dimostrazione visibile ancora oggi di questo deposito.

#### Chiesa di Sant'Afra
Si trova in mezzo all'incrocio tra via S.Afra e via Nazario Sauro. Nella visita pastorale di San Carlo Borromeo viene citata come chiesa sotterranea, perché molto più bassa del terreno circostante. Nel '600 è stata abbandonata senza più il tetto. Ai primi del '700 un Barboglio la ristruttura e gli dà la forma attuale, rialzata rispetto all'originale. Sui lati sono ancora visibili i muri precedenti. Sul lato est ci sono ancora le impronte degli stipiti, dell'arco trionfale e dell'abside probabilmente semicircolare. Ci sono ancora tracce di affreschi che “entrano” nel nuovo muro. All'interno si vede ancora l'andamento della falda originale del tetto, molto più bassa di quella attuale. In una stanzetta laterale c'è un affresco del 1448 che mostra la lapidazione di Santo Stefano. È possibile che ci siano altri affreschi sotto l'attuale pavimento.
La chiesetta da allora è sempre stata di proprietà della famiglia Barboglio, fino a qualche anno fa, quando è stata donata al comune

#### Chiesa di San Michele
Si trova a metà montagna, a metà tra le valli di San Michele e di Forno; attualmente è in rovina e invasa dalla vegetazione.
San Michele è il santo a cui sono molto devoti i Longobardi, quindi da questo indizio e dall'analisi del muro della parete nord è possibile ipotizzare un'origine molto antica, probabilmente del secolo X - XI (o addirittura del secolo VIII).
Dalle visite pastorali sappiamo che nel '500 e '600 era molto venerata e sede di un romito (eremita).
Secondo la tradizione all'interno si trovava l'affresco della Madonna del Carmine che attualmente si trova nella chiesa parrocchiale.
Sul lato ovest è possibile ipotizzare la presenza di un'abside.
Storicamente la chiesa apparteneva ad un fondo di proprietà della famiglia Barboglio.

#### Ex-Chiesa di San Vittore ora Chiesa Parrocchiale di Santa Maria Assunta

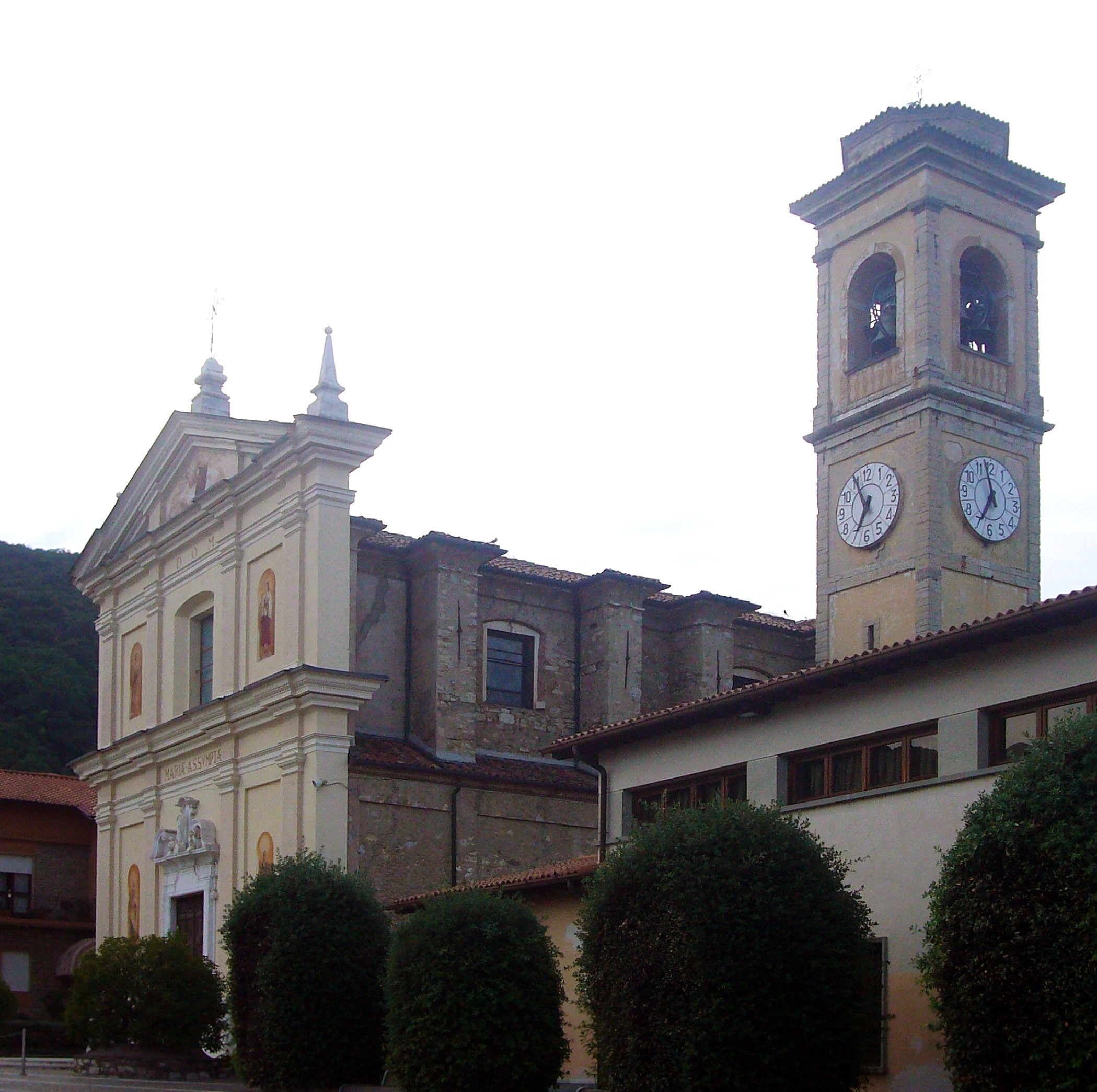
La chiesa parrocchiale

Nel 1704 il Vescovo autorizza la costruzione di una nuova chiesa, nell'area della chiesa di San Vittore e che sostituisca come Parrocchiale la chiesa di Santa Maria in Zenighe, troppo lontana dall'abitato.
Nel 1710 è pronta l'aula nuova, ma la vecchia chiesa di San Vittore è ancora in funzione, perché è stata demolita solo in seguito, per fare spazio al nuovo coro.
La nuova Parrocchiale è officiata nel 1726-1727 e consacrata nel 1734 da Monsignor Querini.
All'interno ci sono quattro altari: uno ospita l'affresco che la leggenda vuole sia stato trasferito dalla chiesa di San Michele, ma stato profondamente rifatto (ad esempio, la Madonna ha la bocca a cuore). La Madonna del latte ha un'anatomia assurda.
La cornice in legno dorato dell'altare è di Gaspare Bianchi di Lumezzane, realizzato a metà del '600, quindi probabilmente viene dalla chiesa di San Vittore.
Un altro altare ha una tela di Antonio Paglia che raffigura la cena dei discepoli di Emmaus: la particolarità è che i discepoli sono vestiti da pellegrini, con la conchiglia di San Giacomo (simbolo dei pellegrini verso Santiago di Compostela), il bordone (bastone da cammino) e il cappello a tesa larga.

#### Chiesa della Madonna di Tirano
Cappella facente parte del Palazzo Lana, al cui paragrafo rimando per ulteriori informazioni.

#### Chiesa di Santa Maria delle Zenighe (o Santa Maria in Zenighe) con annessa contrada
In contrada Zenighe (a nord del centro di Colombaro, lungo la strada verso Clusane) c'erano numerosi edifici con corti.
La Chiesa di Santa Maria è stata la chiesa parrocchiale di Colombaro (nonostante fosse decentrata rispetto all'abitato) fino alla costruzione dell'attuale chiesa, all'inizio del '700.
I reperti più antichi sono delle sculture emerse nel restauro: sono frammenti del IX-X secolo, provenienti dal luogo, di pilastrini di pluteo. Durante il recente restauro l'aula non è stata scavata, perché era già stata stesa la caldana in calcestruzzo, mentre è stato possibile scavare sotto il presbiterio.
È stato possibile ricostruire la storia della chiesa, in queste fasi:
- Prima chiesa romanica: XI-XII secolo (secondo la datazione fatta nel 1995) o anche più antica secondo studi più recenti. Era una piccola chiesa ad aula unica. Sono rimaste tracce di una monofora. La chiesa era circondata da un cimitero, di cui è stato trovato il muro di contenimento nello scavo sotto l'attuale presbiterio.
- Nel XIII secolo è stata ampliata sul lato nord (più o meno in corrispondenza dell'entrata attuale, anche se la struttura della chiesa era completamente diversa)
- Nel XV secolo è stata costruita la chiesa attuale, demolendo la vecchia chiesa romanica. È stata chiusa l'entrata principale a causa della costruzione della casa che ancora oggi è addossata alla facciata, che probabilmente godeva di un accesso privilegiato. Il vecchio muro di contenimento del cimitero è stato inglobato nella nuova chiesa, e le macerie della chiesa romanica sono state usate come riempimento per portare tutto al livello attuale. Le macerie trovate presentano frammenti degli affreschi romanici.
- Nel '500 è stata aggiunta la navatella laterale, sede della Confraternita del SS. Sacramento
- Tra il '600 e il '700 sono state realizzate le due cappelle laterali: quella del SS. Sacramento a destra e quella del S.Rosario a sinistra, che occupa parte della navatella del '500.
- Dopo la costruzione della nuova chiesa parrocchiale (officiata nel 1726-1727 e consacrata nel 1734), la Chiesa di Santa Maria rimane in uso come cimitero, poi con la costruzione del nuovo cimitero viene completamente abbandonata. Si dice che il vecchio altare sia stato portato nel Bergamasco.
- Nel 1964 la chiesa è diroccata, senza tetto, con vegetazione all'interno. Inizia il recupero.

Nell'abside oggi sono visibili tracce di un affresco di una Madonna in Trono. Nella navatella laterale ci sono affreschi che in passato sono stati rubati, trovati, riconsegnati e ricollocati. I danni subiti sono ingenti: la storia di San Giovanni Battista sembra un fumettone.
Dal campanile, unica parte oggi visibile anche da lontano, guardando verso il Monte Alto nell'arco di circa 100 metri si vedono tutte le tradizionali colture della zona: prato nella zona pianeggiante vicino alla chiesa, vite sui primi pendii sassosi, olivi sui terrazzamenti superiori e bosco sulle pendici del monte

#### Chiesa di Santa Rita
Chiesa dedicata a Santa Rita da Cascia, costruita ex novo in una villa privata e inaugurata nel 1997. È situata in una strada laterale di via S.Afra.

### Palazzi storici

#### Palazzo Barboglio
La famiglia Barboglio sembra che derivi dagli Alghisi, potente famiglia che nel '200 si trasferisce dalla Val Seriana a Lovere. I Barboglio erano avventurieri e uomini d'arme, legati agli Alghisi. Nel 1430 diventano cittadini di Brescia. Nel chiostro del monastero di San Pietro in Lamosa di Provaglio è raffigurato il loro stemma (una zampa d'aquila con piume a girello): è probabile che un vescovo Barboglio abbia fatto qualcosa per il monastero.
Un'altra leggenda narra che Pietro Barboglio nel 1630 sia stato nelle Americhe. Al suo ritorno, si imbarca a Iseo per raggiungere Lovere. Approfitta della pausa della navigazione per togliersi uno stivale che gli dava fastidio da tempo e al suo interno scopre tre semi provenienti dall'America. Li pianta a Lovere e nascono le prime piante di mais della zona. Secondo la leggenda, la tradizione locale del granoturco (e della polenta) ha origine da questo evento.
Altri membri della famiglia servono nell'esercito asburgico e si distinguono ottenendo onorificenze ungheresi.
Le case senza gronda laterale ad ovest della corte d'onore del palazzo hanno una possibile origine medioevale, dedotta proprio da questa caratteristica.

#### Palazzo Lana Ragnoli (ora Moraschi)
Il palazzo è stato edificato a Colombaro per volontaria della famiglia Lana De' Terzi o Terzi De' Lana. Questa famiglia era un potente ramo bresciano dell'antica famiglia Terzi. Forse perché dediti all'industria e al commercio della lana questo ramo presero il nome de Lanis. Il Guerrini scrive: «Le memorie di casa la fanno risalire a un Viscardo Lana dei Valvassori di Terzo, che cacciato dalla nativa Val Cavallina nel sec. XIII per le vicende politiche fra le fazioni dei Guelfi e Ghibellini, sarebbe emigrato sulla sponda sinistra dell'Oglio nel territorio dell'antica Franciacorta iseana, insediando la sua stirpe sui feudi monastici di Colombaro e di Borgonato». Il rami di Borgonato e Colombaro si fanno discendere da Teseo Lana e i suoi 4 figli. Il fondatore vero e proprio del palazzo attuale fu probabilmente Guerriero II: combattente bresciano, si distinse nella battaglia contro i Turchi e le sue eroiche gesta sono celebrate da alcuni affreschi nel cortile del palazzo stesso. La dimora del XVII secolo coniuga egregiamente le velleità di rappresentanza della famiglia nobile con la praticità di una casa di campagna, atta a governare coltivazioni e produzioni varie. Il cortile del palazzo è chiuso a sud da un'elegante torretta, mentre al centro fa bella mostra di sé un cedro gigante plurisecolare. Fu Eva Lana De Terzi, ultima discende del ramo franciacortino a sposare un Ragnoli.
L'ultimo proprietario del Antico palazzo fu infatti Giacomo Ragnoli (pilota automobilistico che partecipò a ben 14 edizioni della Mille Miglia, terminandone nove); dopo la sua morte la proprietà passò agli eredi che l'abbandonarono e misero in vendita. I nuovi acquirenti, la famiglia Moraschi, negli anni '10 del XXI secolo ristrutturano completamente l'edificio.
La facciata principale del palazzo è di fronte all'inizio di Via Zenighe, mentre l'antico brolo era delimitato dalle attuali via Manzoni, via Garibaldi e via Astolfo Lunardi.
Il portone principale è sulla prosecuzione verso sud di via Zenighe. La prosecuzione dell'asse attraversa l'androne, la torre e sul vecchio muro di cinta, lato sud (sull'odierna via Garibaldi), termina con il Santelù (Santellone, in dialetto bresciano), una santella con un affresco dell'Annunciazione di metà del '600 che mostra tra l'altro come due offerenti un Lana e sua moglie. Il pavimento originale era più basso di circa un metro, e oggi la parte inferiore dell'affresco si trova sotto il livello dell'attuale pavimentazione. La parte più meridionale del vecchio brolo è stata urbanizzata, per cui il Santelù oggi si trova in un giardino privato.
Il corpo principale del palazzo è del '600; ad ovest (verso via Manzoni) ci sono i rustici e - sull'angolo nord ovest - la chiesa della Madonna di Tirano, costruita nel 1683 per la moglie di Guerriero II Lana, una Quadrio di Tirano. La chiesa nel 2010 era in stato di totale abbandono, con il pavimento coperto da dieci centimetri di guano. Ci sono tracce degli affreschi originali, in pessimo stato.
Ad est del corpo principale (verso via Fornaci) c'è un'ala settecentesca il cui interno non era mai stato completato prima della ristrutturazione degli anni '10: c'era solo un solaio tra il piano terra e il primo piano, ma non c'erano divisioni interne e il resto era tutto libero. Una leggenda narra che questa ala non sia mai stata completata prima per colpa di un fantasma che disturbava i lavori.
Sotto l'androne si aprivano quattro portali, due per lato. Dei due verso la parte seicentesca del palazzo, uno porta in una sala con un camino su cui è raffigurato lo stemma Lana con le aquile imperiali in seguito ad onorificenze militari. Anni fa c'era uno spiedo meccanico a contrappeso del XVIII secolo, ma è stato rubato.
Le altre sale contenevano alcune coppe vinte da Giacomo Ragnoli, armi spagnole e altri oggetti molto diversi fra loro. Le stanze erano decorate, ma Fausto Lechi ne parla male, dicendo che sono fatte senza stile e proporzione.
La Torretta aveva un passaggio che la attraversava e portava nel brolo. Sui muri alla sua destra e sinistra erano dipinte le gesta di Guerriero II Lana, che dal 1680 era un ufficiale dell'esercito Asburgico. Si dice che abbia partecipato alla difesa di Vienna durante l'assedio del 1683. A destra è raffigurato il conte a cavallo con la spada, alla guida dell'esercito, mentre a sinistra ci sono i turchi in fuga. Purtroppo l'affresco era in pessimo stato di conservazione a causa del totale abbandono: nel 1970 era ancora visibile, mentre prima della ristrutturazione la parte di sinistra è completamente scomparsa e quella di destra è visibile solo molto parzialmente.

## Antichi toponimi e altre località storiche di Colombaro
Oltre alle citate strutture religiose e civili, Colombaro di Corte Franca è ricca di luoghi ed edifici storici (abitazioni agresti e non) significativamente ricche di storia o elementi di curiosità storica/sociale. Come il già citato Castello, detto curtif, (sopra Chiesa di S. Afra), questi elementi di interesse sono etichettabili e identificabili grazie agli antichi toponimi, i quali fanno rimanere traccia essi stessi dell'importanza storica dei luoghi e de danno una denominazione palesandone il rilievo identificativo socio culturale
Ad esempio: in via Don Minzoni c'è una torre del ‘400 (ora trasformata in abitazione) e anche altre case nelle strade adiacenti mostrano tracce antiche, ma sono difficili da vedere per le trasformazioni avvenute nei secoli.
Di seguito si riportano alcuni toponimi ricalcanti antichi luoghi di interesse

### Massolina
Collinetta di roccia ad est della strada per Nigoline, a metà strada tra la fine del paese e Località Budrio. Non si tratta di una collina morenica. Leggende di paese mai verificate narrano della presenza di tombe altomedioevali.

### LaShézô Lóngô
Al confine di Colombaro con Timoline, a sud dell'attuale Via Sant'Afra, c'erano i campi che i contadini dicevano della Shézô Lóngô (Siepe lunga), infatti li divideva dalla strada una lunga siepe che partiva dall'inizio della ex “strada vicinale del Coniglio” (l'attuale via Luciano Lama) e terminava nei pressi della santella che si trova all'inizio della strada per il cimitero di Colombaro (l'attuale via Carlo Alberto Dalla Chiesa).
La siepe era di móre e pignatìne (rispettivamente rovi e biancospino selvatico) e le sue dimensioni erano di circa 120 cm d'altezza e 80 di larghezza.
Sicuramente si trattava di una siepe esistente da molto tempo visto che il nome di questi campi è riportato anche sulle mappe napoleoniche con la dicitura di Cesa longa (si potrebbe pensare che cesa significhi chiesa, ma in quel periodo la “c” stava per “s”, come ad esempio in cerese per serese, “ciliegie”, ecc.)
In questo luogo sorgeva anticamente la Chiesa di San Faustino (v, paragrafo specifico).

### Via Presentane
Strada traversa di Via S.Afra. Sono state fatte alcune congetture sul significato del curioso toponimo, ma non sono state confermate.

### Malpensa
È la località a nord dell'incrocio tra via S.Afra e via Carlo Alberto Dalla Chiesa (la strada del cimitero e dell'Acquasplash; a un centinaio di metri dall'antica strada vicinale di S.Faustino), ancora oggi indicata dal nome via Malpensa. È un tipico nome lombardo, presente in molte località e indica una zona non adatta all'abitazione

### Cashulìne
Sulle mappe napoleoniche (del 1810 circa) esistenti all'Archivio di Stato di Brescia il toponimo è riportato come Cajoline, ma anche per altri toponimi la “J” lunga e la “S” sono state usate in modo intercambiabile (es. Cajella per indicare la località Casella). 
Il toponimo popolare Cashulìne significa casoline, casupole, casette, nel senso di case isolate. 
Questa via passa tra i muro di cinta di Villa Lana (poi Ragnoli ed ora Moraschi) e quello che fino agli anno 50 del 1900 i contadini identificavano come il brolo dei Péne (soprannome della famiglia Gatti). In questo brolo fu impiantata la Pavi-Mar (produceva mattonelle per pavimenti, soglie per finestre, gradini delle scale e vasche in graniglia). Dopo il suo fallimento venne demolita e l’area destinata all’edilizia residenziale oggi conosciuto come La Sorgente.
Lungo il lato est della strada c'è una torre che probabilmente faceva parte di un cortivo. Edificata probabilmente intorno al XIV secolo dai signori della zona, gli Oldofredi di Iseo, al tempo della loro massima potenza, potrebbe essere stata rialzata nel Quattrocento. Tale torre fu usata anche come torre colombaria; da ciò derivano toponimi come: Colombaro, Colombara, Colombare, Colombera ecc.
Questa via qualche decina di anni fa ha ospitato la prima banca di Corte Franca e successivamente una delle classi della scuola media.
Durante il periodo fascista il nome della via è stato cambiato in Casalini. Finita la guerra al posto del fascista Casalini, la via è stata intitolata ad Astolfo Lunardi, partigiano bresciano delle “Fiamme Verdi” (divisione “Tito Speri”), condannato a morte dai fascisti il 5 febbraio 1944 a causa della sua lotta per la liberazione dal nazifascismo.

### Via Gas

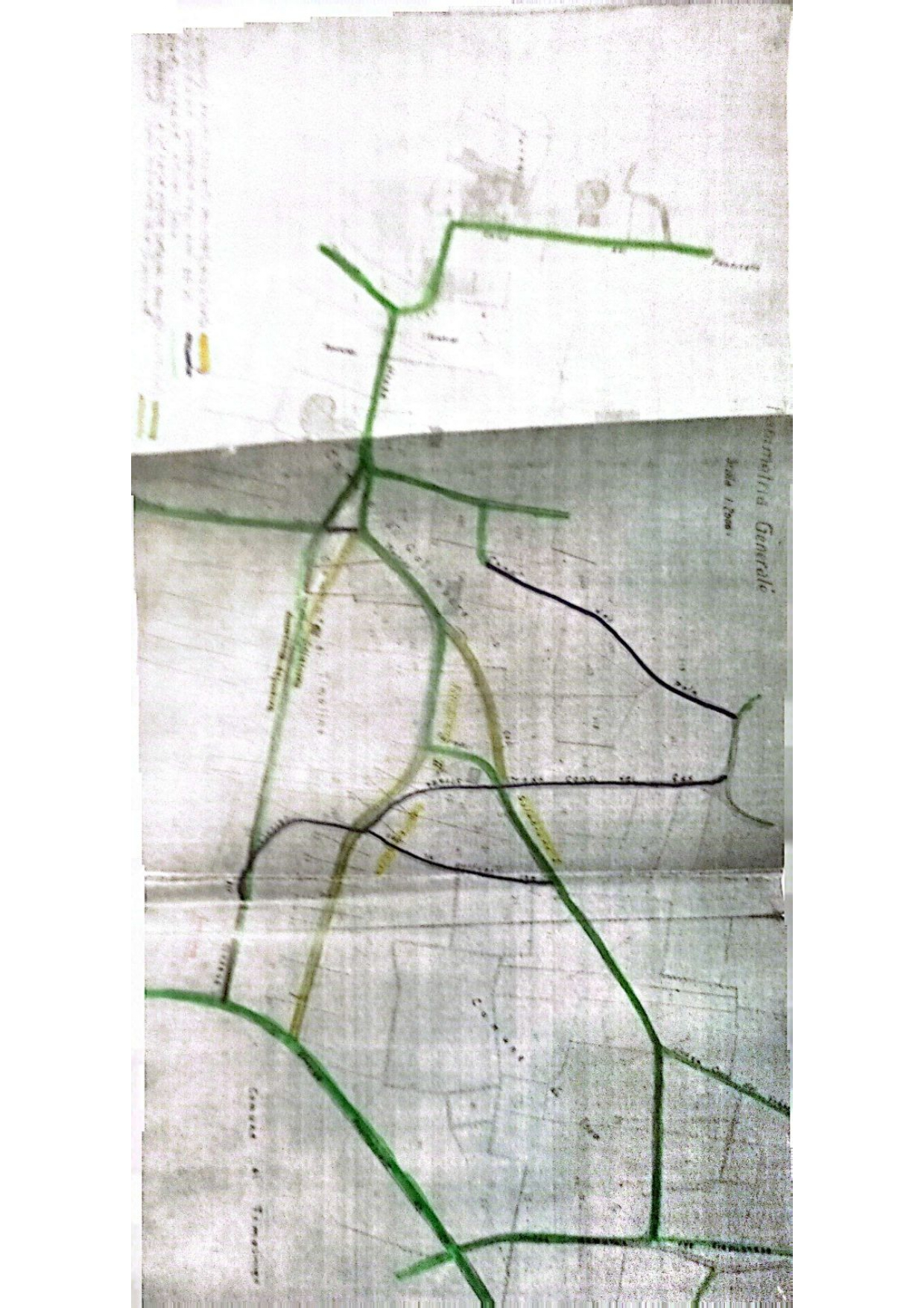
Progetto di modifica viabilità di Via Gas di Colombaro di Corte franca

È una traversa a nord di via Fornaci. Il toponimo indica il terreno di caccia di un signore longobardo. Del gotico longobardo abbiamo poche parole scritte con fonetica incerta. A mettere un po' di chiarezza di questa questa lingua antica è il testo di Paolo Diacono:Historia Langobardorum. Indagare l'etimologia del toponimo Gas è dunque particolarmente interessante. Il termine sarebbe una mutazione linguistica della parola accadica ”el-kas bosco del dio" che diventata nel gotico longobardo ga-hagium "luogo riservato, parte boschiva riservata ai duchi longobardi” e anche gahagi  "selva, bosco riservato, vietato, luogo boschivo recintato". Da questi termini deriverebbero quelli di gagium, gazium, gajum con i significati di "selva", "bosco", "terreno di proprietà recintato di siepe" (in tedesco “Gehege“). La radice fonetica Ga- di molti toponimi del nord Italia testimonierebbe il passaggio, o la fondazione, di questi luoghi da parte dei longobardi, riconducendo al termine che indicava le proprietà che rendevano legname e cacciagione. Una similitudine vicina dell'uso del termine Gas come toponimo si riscontra a Zoanno, in Val Camonica (soprannome dialettale degli abitanti è Gòs) dove a quota 1350-2000 m s.l.m. vi è la località denominata in dialetto locale Bòsch del gàs. Il termine Gasso/Gas o Gaz si trova anche in molte altre località bresciane (Zone, Lumezzane, Valio, Gaino, Botticino, Limone sul Garda etc.).
Alcuni altri esempi sono le località di Gaium (nel veronese, con la testimonianza della chiesa di San Michele di Gaium, dedicazione tipica longobarda che si riscontra anche a Colombaro), di Gazzo (nel padovano), Gazzo veronese (con la Chiesa di Santa Maria Maggiore di Gazzo Veronse, altra dedicazione tipica longobarda anche a Colombaro). I gazzi sono proprietà chiuse, terreni cintati secondo il sistema fondiario longobardo; l'equivalente germanico delle curtes romane. Comuni nella zona bresciana sono anche le derivazioni come Gazzolo (termine usato per cascine nella linea Chiari-Cologne-Pontoglio), Gazzane (a Brione). Queste località dunque non erano boschi abbandonati ma cuori pulsanti della vita longobarda. 
Dal termine ga-hagium deriverebbero anche Caggio/Cafaggio (usato per località nelle provincie di Arezzo, Prato, Spezia, Firenze) usati ancora oggi in toscana per indicare piccoli appezzamenti boschivi ben delimitati.Altre località italiane portano traccia di questa denominazione, si cita per esempio Porta Gaza a Ravenna.

## Sindaci e Podestà
Dell'Ex comune di Colombaro furono sindaci o podestà(1866-1923)
| Periodo | Periodo | Primo cittadino                                                                                  |
| ------- | ------- | ------------------------------------------------------------------------------------------------ |
| 1866    | 1867    | Claro Barboglio De Gaioncelli, Nobile                                                            |
| 1868    | 1877    | Pilade Pasini                                                                                    |
| 1878    | 1899    | Claro Barboglio De Gaioncelli, Nobile                                                            |
| 1900    | 1901    | Anessi Giuseppe, Proprietario di una grossa fabbrica di laterizi (fornace) operativa a Colombaro |
| 1901    | 1909    | Gerardo De terzi lana, Nobile                                                                    |
| 1910    | 1920    | Nicola Barboglio di Gaioncelli, Nobile                                                           |
| 1922    | 1923    | Giovanni Danesi, Imprenditore                                                                    |
| 1923    | 1928    | Nicola Barboglio Di Gaioncelli, Nobile                                                           |

## Infrastrutture e trasporti
Colombaro di Corte Franca è servita negli orari scolastici e lavorativi da bus urbani di Arriva Italia s.r.l. linee bus; LS003, LS021 (Iseo - Rovato - Chiari - Orzinuovi), LS027, LS041, LS041.